# Campo de cebollas
Campo de cebollas es un libro de no-ficción escrito por Joseph Wambaugh. Fue publicado por Editorial Dell Publishing en 1974. 

## Reseña
Relata el drama real de dos jovenzuelos que en los años sesenta del siglo XX ejecutan a un policía de Los Ángeles, en un campo de cultivo. Fue llevada al cine en un film estadounidense de 1979. Antes de ser escritor, el autor había sido un sargento del Departamento de Policía de Los Ángeles, lo que lo llevó a atestiguar algunos de los hechos que relata en el libro.
El 2 de marzo de 1963, dos patrulleros, Campell y Hettinger, detienen un auto para una revisión de rutina, las cosas se complican y el par de chicos secuestran a los patrulleros para dirigirse al campo de cebollas, donde Campbell es asesinado a sangre fría. 
Los jóvenes serán arrestados y Hettinger, que logró huir, se convierte en testigo acusatorio. Durante el juicio ambos delincuentes se enfrentan y se acusan el uno al otro del asesinato del sargento Campbell. En reclusión estudian Derecho, logran reducir su condena y se dedican a asesorar a otros reclusos. Es considerada entre los cinéfilos como una obra de culto.
- Datos: Q13462939